# Clos de Villeneuve
Le clos de Villeneuve est une bastide provençale situé à Valensole dans le département des Alpes-de-Haute-Provence. Les jardins du clos sont reconnus Jardin remarquable.

## Historique
La Bastide du Clos a été construite par Jean Baptiste de Villeneuve, seigneur d’Esclapon, durant la première partie du XVIIIe siècle.
La famille de Villeneuve-Esclapon qui siège au domaine du Clos. Le plus illustre est Pierre Charles Silvestre de Villeneuve, né à Valensole en 1765. Rappelons que Napoléon lui attribue le titre de vice-amiral et lui confie le commandement suprême de la flotte franco-espagnole en 1804. Très attaché à ses terres, Villeneuve administre son domaine du clos entre deux campagnes en mer. Il eut un destin tragique avec la terrible défaite de Trafalgar dont il fut tenu pour responsable.
Le clos de Villeneuve a été inscrit partiellement au titre des monuments historiques par arrêté du 1er février 2018.